# Elizabeth Castañeda del Gordo
'Elizabeth Castañeda del Gordo' (Ciénaga, 1948) es una microbióloga colombiana de ascendencia italiana, investigadora emérita[cita requerida] del Instituto Nacional de Salud (Colombia). Miembro correspondiente de la Academia Colombiana de Ciencias Físicas Exactas y Naturales - ACCEFYN.
Licenciada en Bacteriología (1969) y Ciencias Naturales y Licenciada en Microbiología (1970) en la Universidad de Los Andes; Maestría en Ciencias y Especialidad en Microbiología (1974) en la Escuela Nacional de Ciencias Biológicas, Instituto Politécnico Nacional en Ciudad de México.[cita requerida] Realizó su Ph. D. en Microbiología (1985) en la Universidad de California en San Francisco; , docente, investigadora universitaria y coordinadora de investigación del Laboratorio de Microbiología del Instituto Nacional de Salud. Ha realizado sus principales investigaciones en el campo de Microbiología, Micología y Parasitología.

## Biografía
Desde que tenía 17 años, la científica colombiana ha dedicado día y noche al análisis de los microorganismos causantes de enfermedades en los humanos y gracias a los estudios que ha realizado con su consolidado equipo de trabajo, Colombia es uno de los líderes en América Latina en la identificación de este tipo de agentes.
Su interés por las ciencias de la salud surgió como alumna del Colegio Santa Clara de Bogotá. Desde entonces la bacteriología le causaba cierta curiosidad, que la conduciría a su vez a la microbiología. En 1966 alternaría el estudio de las dos disciplinas en la Universidad de Los Andes, para recibir la formación necesaria que le permitiera interpretar el minúsculo mundo de los "hongos malos", como denomina a los organismos responsables de serias afecciones respiratorias como la histoplasmosis.
Una vez concluidos sus estudios, ingresó en 1974 al Instituto Nacional de Salud en calidad de integrante del Grupo de Bioquímica, para ascender poco a poco como profesional especializado del Laboratorio de Micología Médica y coordinadora de investigación del Grupo de Microbiología.[cita requerida]
Este camino laboral fue alternado con la Maestría en Ciencias en el Instituto Politécnico Nacional de México, el doctorado en Microbiología en la Universidad de California -que adelantó gracias a una beca de la Comisión Fulbright- y las lecciones que le dejaron maestros como la doctora Ángela Restrepo, de la Corporación de Investigaciones Biológicas (CIB) de Medellín.

## Áreas de investigación
Experta en Micología, Parasitología, específicamente en Neumococo, Paracoccidioidomicosis y Cryptococcus neoformans. Sus líneas de investigación han sido:
- Caracterización de la respuesta inmune a polisacáridos
- Biología molecular en microbiología clínica
- Ecología y Epidemiología de los agentes de micosis sistémicas,
- Vigilancia y control de enfermedades

## Premios y reconocimientos
• Becaria de la Comisión Fulbright, 1981-1985
• Becaria de la División de Graduados y del Departamento de Microbiología de la Universidad de California, San Francisco, 1982-1985
• Conferencista de la Reunión Anual de la Sociedad de Micología de las Américas (MMSA) Atlanta, Georgia, Estados Unidos, febrero de 1987
• Misión Ciencia Educación y Desarrollo, Asistente de la Comisionada, Doctora Ángela Restrepo, octubre de 1993 - junio de 1994
• Coordinadora Nacional del Programa del Sistema Regional de Vacunas (SIREVA) de la OPS para la vigilancia de la susceptibilidad microbiana y los serotipos de Streptococcus pneumoniae, agente de enfermedad invasora en niños menores de 5 años, 1994-2007
• Programa de estímulos a los Investigadores de Colciencias. Categoría B, 1997
• Asociación Colombiana para el Avance de la Ciencia (ACAC), Investigador de Excelencia, 1998
• Redactora jefe de la Revista Biomédica. Revista del Instituto Nacional de Salud, 1998-2007
• Consejera del Programa de Salud de Colciencias, diciembre de 2000-diciembre de 2004• Miembro correspondiente de la Academia Colombiana de Ciencias Exactas, Físicas y Naturales, febrero de 2001-
• Jurado del Premio Alejandro Ángel Escobar, mayo de 2005, mayo de 2008
• Investigadora emérita, Instituto Nacional de Salud, enero de 2007
• Miembro de la Fundación para la Promoción de la Investigación y la Tecnología. Banco de la República, enero de 2008
• Asesora temporal de la OPS. Programa Sireva II. Coordinadora de talleres regionales para la vigilancia de las neumonías y meningitis bacterianas.

## Principales publicaciones
Elizabeth Castañeda del Gordo ha sido directora y jurado de numerosas tesis doctorales. Así mismo cuenta con cientos de publicaciones, entre las más citadas se encuentran:
ELIZABETH CASTANEDA, ANGELA RESTREPO MORENO, BRUMMER E, "Paracoccidioidomycosis: An update" . En: Estados Unidos
Clinical Microbiology Reviews ISSN 0893-8512 ed: American Society for Microbiology
v.6 fasc. p.89 - 117 ,1993.
ELIZABETH CASTANEDA, CAMOU TERESA, LOVGREN MARGUERITE, HORMAZABAL JUAN CARLOS, CARNALLA MARIA, HEITTMAN INGRID, DIAS VERA, REGUEIRA MABEL, CORSO ALEJANDRA, TALBOT JAMES, DE QADROS CIRO, HORTAL MARIA, CLARA INES AGUDELO, FERNANDO DE LA HOZ RESTREPO, JOSE LUIS DI FABIO, GRUPO COLOMBIANO DE ESTUDIO DE STREPTOCOCCUS PNEUMONIAE, MARIA CRISTINA DE CUNTO BRANDILEONE, GABRIELA ECHANIZ AVILES, "Evolution of Streptococcus pneumoniae serotypes and penicillin susceptibility in Latin America, Sireva-Vigía Group.1993-1999." . En: Estados Unidos
Pediatric Infectious Disease Journal ISSN 0891-3668 v.20 fasc. p.959 - 967 ,2001